# Air Djibouti
Air Djibouti, cũng có tên gọi là Red Sea Airlines, là hãng hàng không quốc gia của Djibouti. Hãng bay lần đầu tiên vào năm 1963 và ngừng mọi hoạt động vào năm 2002. Năm 2015, hãng đã khởi động lại, đầu tiên là một hãng hàng không và sau đó, vào năm 2016, với các dịch vụ chở khách. Nó có trụ sở tại thủ đô, Thành phố Djibouti.

## Lịch sử
người đã điều hành một dịch vụ xe cứu thương trên không ở Madagascar và tin rằng Djibouti có điều kiện để hỗ trợ một hãng hàng không giúp thúc đẩy nền kinh tế của đất nước

### Air Djibouti (1963–1970)

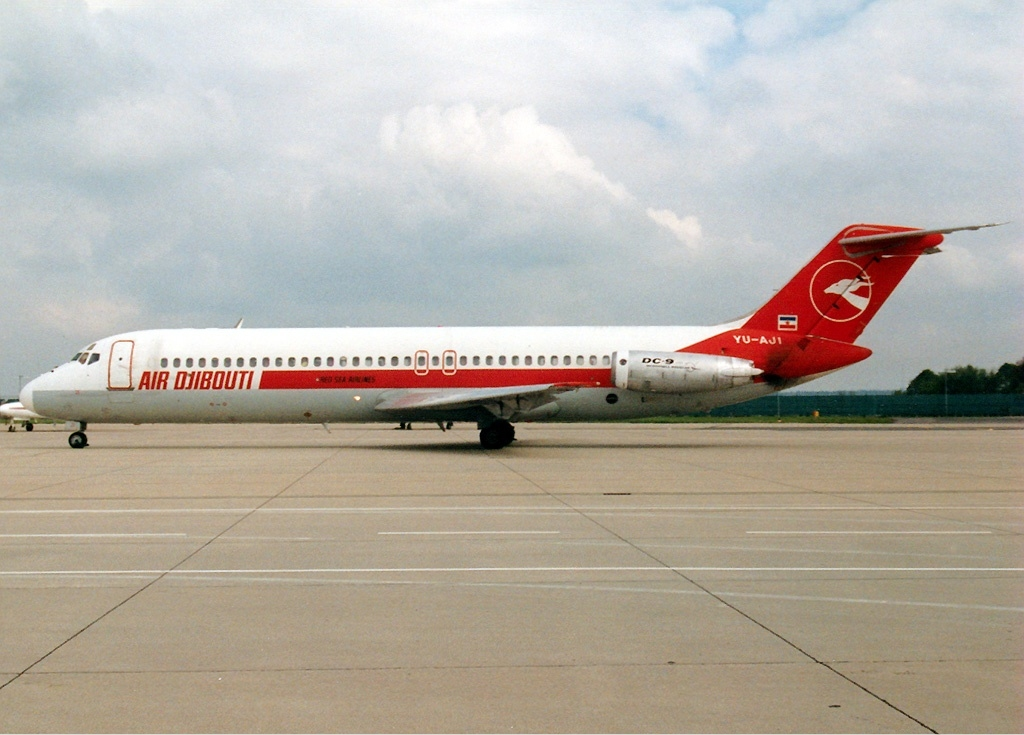
Một chiếc McDonnell Douglas DC-9 của Air Djibouti thuê từ JAT Yugoslav Airlines (1991).

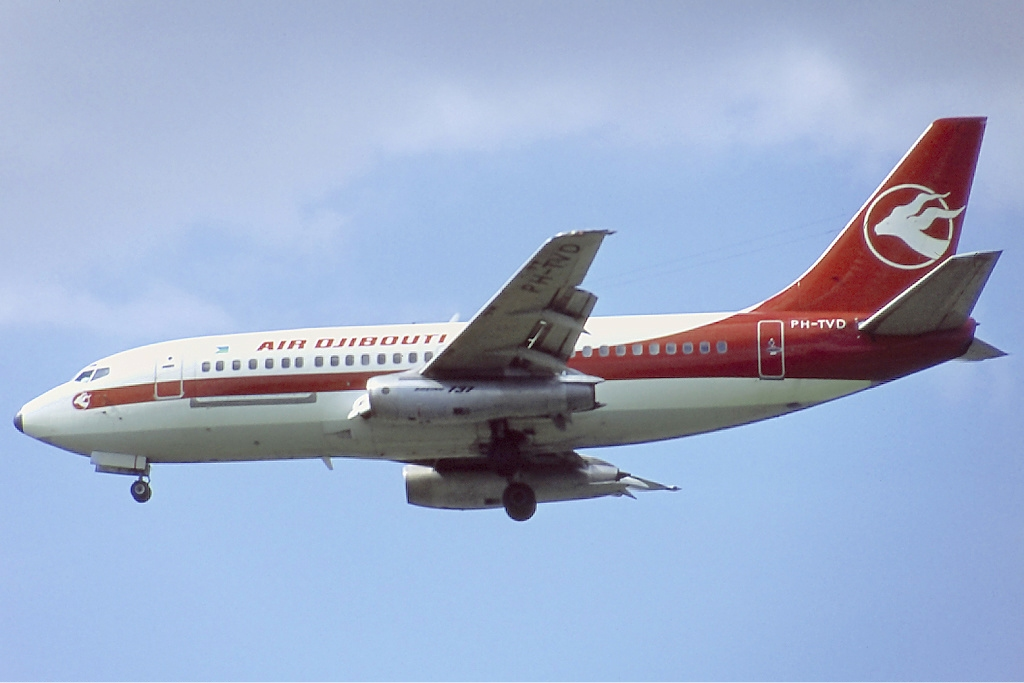
Một chiếc Boeing 737-200 của Air Djibouti tại sân bay Paris-Orly (1980).

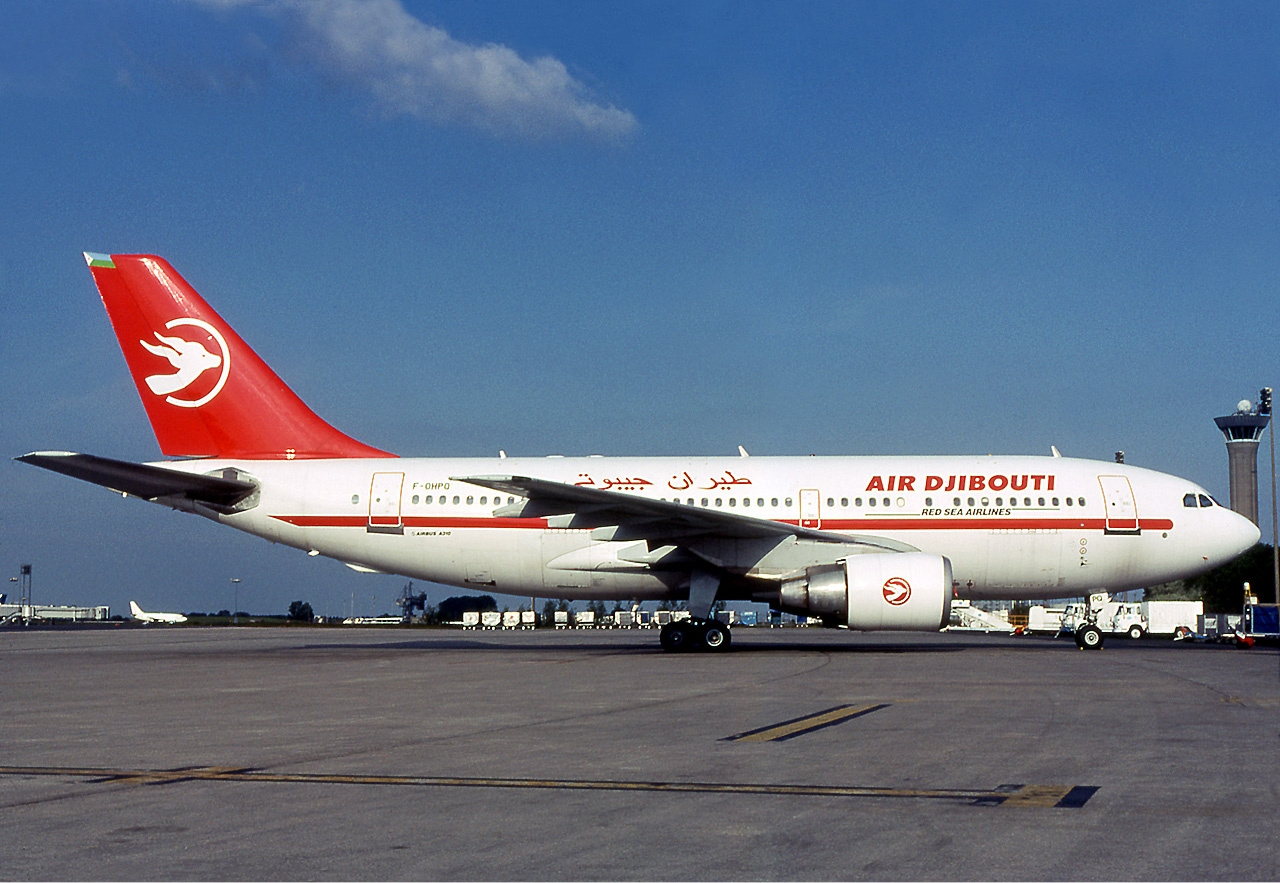
Một chiếc Airbus A310-200 của Air Djibouti tại sân bay Paris-Charles de Gaulle (1999).

Air Djibouti được thành lập với tên Compagnie Territoriale de Transports Aériens de la Cote Française des Somalis trong Tháng 4 năm 1963 bởi B. Astraud, người đã điều hành một dịch vụ xe cứu thương bằng hàng không ở Madagascar và tin rằng Djibouti có điều kiện để hỗ trợ một hãng hàng không giúp thúc đẩy nền kinh tế của đất nước. Hãng bắt đầu hoạt động vào Tháng 4 năm 1964 với đội tàu bay một chiếc Bristol 170, một chiếc De Havilland Dragon Rapide và hai chiếc Beechcraft Model 18, ban đầu phục vụ Dikhil, Obock và Tadjoura. Một thương hiệu mới Douglas DC-3 đã giúp hãng hàng không bắt đầu các dịch vụ giữa Dire Dawa và Aden, Addis Ababa và Taiz. Sự thành công của dịch vụ này đã khiến hãng hàng không mua thêm năm chiếc DC-3 từ Air Liban, nhanh chóng thay thế máy bay nhỏ hơn trong phi đội. Việc vận chuyển thư và cá nhân cho chính phủ và điều lệ và các chuyến bay Hajj đã bổ sung cho doanh thu của người vận chuyển. Một máy bay trực thăng năm chỗ Aérospatiale Alouette III đã được mua vào năm 1969.

### Air Djibouti–Red Sea Airlines (1971–2002)
Air Djibouti–Red Sea Airlines được lập vào Tháng 4 năm 1971 do kết quả của Air Somalie (thành lập bởi Air France và Les Messagéries Maritimes năm 1962) tiếp quản Air Djibouti trước đây được thành lập vào năm 1963. Năm 1977, sau độc lập của Djibouti, chính phủ đã tăng tỷ lệ tham gia vào tàu sân bay lên 62,5%; Air France nắm giữ 32,29% và các ngân hàng và nhà đầu tư tư nhân nắm giữ số dư. Vào tháng 7 năm 1980, số lượng nhân viên là 210 người và phi đội gồm hai máy bay Twin Rái cá. Vào thời điểm này, một mạng lưới nội địa đã được phục vụ cùng với các chuyến bay quốc tế đến Aden, Hodeida và Taiz; Addis Ababa, Cairo và Jeddah cũng được phục vụ cùng với Air France. Với một đội tàu bay hai chiếc DC-9-30 và hai chiếc Twin Otters, 
vào tháng 3 năm 1990 Air Djibouti có Abu Dhabi, Aden, Addis Ababa, Cairo, Dire Dawa, Hargeisa, Jeddah, Nairobi, Paris, Rome và Sana'a như một phần của mạng lưới quốc tế của hãng hàng không, và bay trong nước đến Obock và Tadjoura. Tổng thống là Aden Robleh Awaleh, người đã thuê 229. Hãng ngừng vận hành năm 1991.
Hãng này đã được thành lập lại vào năm 1997 và vận hành bắt đầu từ Tháng 7 năm 1998 thuê máy bay của hãng cũ Kuwait Airways 194 ghế Airbus A310-200. Vào tháng 3 năm 2000, máy bay A310 đã được sử dụng cho các tuyến bay thường lệ với Addis Ababa, Asmara, Cairo, Dar-es-Salaam, Dubai, Jeddah, Johannesburg, Karachi, Khartoum, Mogadishu, Mombasa, Muscat, Nairobi, Rome và Taiz. Vận hành kết thúc năm 2002.

### Hoạt động lại
Air Djibouti đã được thiết lập để khởi động lại dịch vụ vào cuối năm 2015 và 2016 với Chủ tịch Hội đồng Quản trị Aboubaker Omar Hadi và CEO Mario Fulgoni. 
Công ty cũng được hỗ trợ bởi Cardiff Hàng không có trụ sở tại Nam Wales.
Vào cuối năm 2015, Air Djibouti đã khởi động lại dịch vụ với một máy bay vận tải Boeing 737. Chính phủ mong muốn thành lập quốc gia này như một trung tâm thương mại và hậu cần khu vực để buôn bán tại Đông Phi, và chọn khởi động lại hãng hàng không như một phần của kế hoạch này. Hãng đã bắt đầu các dịch vụ trong khu vực với Boeing 737-400 vào ngày 16 tháng 8 năm 2016 và dự định giới thiệu hai máy bay  British Aerospace 146-300 trước cuối năm 2016.